# Socambo
Socambo est un village de la région de l'Est (Cameroun), localisé dans le département de la Boumba-et-Ngoko et l'arrondissement de Moloundou. Il est séparé de la république du Congo par la rivière frontalière Sangha.

## Population
En 2005, le village de Socambo comptaient 302 habitants. Lors du recensement de 2011, la population s'élevait à 1 528 bantous et 230 baka.

## Infrastructures
Socambo est notamment doté d'un port fluvial fonctionnel, d'un marché aménagé, d'un centre de santé intégré, de quelques écoles publiques, des points d'eau (forage hydraulique, puits).

## Ressources naturelles
La région de Socambo est riche en or. Une société coréenne et des artisans exploitent certains chantiers aurifères.